# Pasteuria
Pasteuria is een geslacht van endosporenvormende, gram-positieve, hyperparasitaire, pathogene bacteriën. De wetenschappelijke naam werd in 1888 gepubliceerd door Elie Metchnikoff. Metchnikoff noemde het geslacht naar "onze beroemde en bewonderde meester (notre illustre et vénéré maître)", Louis Pasteur.

## Soorten
- Pasteuria ramosa, de typesoort die Metchnikoff beschreef, is een pathogene parasiet van watervlooien uit het geslacht Daphnia.

Andere Pasteuria-soorten zijn parasieten van plantenpathogene rondwormen (nematoden):
- Pasteuria penetrans met een voorkeur voor wortelknobbelaaltjes (geslacht Meloidogyne);
- Pasteuria thornei voor wortellesieaaltjes (Pratylenchus brachyurus);
- Pasteuria nishizawae voor cystenaaltjes (geslachten Heterodera en Globodera);
- Pasteuria usgae voor de nematode Belonolaimus longicaudatus ("sting nematode" in het Engels);
- Pasteuria hartismeri voor Meloidogyne ardenensis.

Pasteuria zijn obligate parasieten, die enkel kunnen ontkiemen en zich ontwikkelen in de gastheersoort en niet in andere organismen.
P. penetrans is potentieel bruikbaar als biologisch bestrijdingsmiddel van de schadelijke wortelknobbelaaltjes, die verantwoordelijk zijn voor 75% van de schade aan planten veroorzaakt door rondwormen. Jonge rondwormen raken geïnfecteerd wanneer ze in de grond migreren naar plantenwortels en daarbij in contact komen met endosporen. De endosporen kiemen in de gastheer en veroorzaken diens afsterven; dan komen de vermeerderde endosporen vrij in de grond, waar een nieuwe cyclus van infectie en vermeerdering kan beginnen.
P. nishizawae Pn1 (een cultuur oorspronkelijk geïsoleerd uit een sojabonenveld in Illinois) is in 2018 in de Europese Unie toegelaten als gewasbeschermingsmiddel; het kan gebruikt worden bij de teelt van suikerbieten tegen het pathogene wit bietencystenaaltje (Heterodera schachtii).
Het feit dat Pasteuria twee zeer verschillende groepen ongewervelden parasiteren (watervlooien en rondwormen), suggereert dat er mogelijk onontdekte Pasteuria-soorten zijn die nog andere groepen ongewervelden parasiteren.